# Sarayburnu
Sarayburnu, Serailový mys nebo Seraglio je výběžek pevniny ve tvaru zobáku, nacházející se v evropské části Turecka. Je součástí istanbulské městské části Fatih a odděluje záliv Zlatý roh od Marmarského moře. Název je odvozen od paláce Topkapi (turecky „Topkapı Sarayı“). Nachází se zde také archeologické muzeum a populární veřejný park Gülhane. V roce 1926 byla v parku odhalena socha Mustafy Kemala Atatürka od Heinricha Krippela. Mys je jednou z historických lokalit v Istanbulu, zapsaných na seznam Světového dědictví.

## Historie
Mys byl osídlen již v 7. tisíciletí př. n. l. Thrákové zde koncem 2. tisíciletí př. n. l. založili osadu Lygos, na jejímž místě později vznikla akropolis řeckého města Byzantion. Strategický význam místa vedl k tomu, že se zde nacházela brána svaté Barbory (turecky „Top Kapısı“), která byla součástí Konstantinopolských hradeb. Část opevnění byla zbořena v roce 1871, kdy se budovala železnice do Sirkeci.